# Plagiomus multinotatus
Plagiomus multinotatus là một loài bọ cánh cứng trong họ Cerambycidae.